# 鎌倉時代

鎌倉幕府首任将军源頼朝

鎌倉高德院大佛

鎌倉时代（日语：／ Kamakura Jidai */?）是日本歷史中以鎌倉为全国政治中心的武家政权时代。从1185年鎌倉幕府替代平家政权任命全国守護、地頭开始至1333年（正庆二年，元弘三年）鎌倉幕府灭亡後結束。
而关于鎌倉幕府的创立年，存有不同的说法：
- 有治承4年（1180年）源赖朝舉兵，建立鎌倉城及大倉御所。
- 治承7年（1183年）寿永二年十月宣旨，朝廷承认鎌倉对东国的合法支配。
- 元历元年（1184年）鎌倉设置公文所、问注所、侍所等行政机关，政权实体形成。
- 文治元年（1185年）灭亡平家，文治勅許，任命全国各地设守护、地头，掌握地方军政权。
- 建久元年（1190年）源赖朝被任命为常设武官的最高职位右近卫大将。
- 建久3年（1192年）源赖朝就任征夷大将军。
- 承久3年（1221年）承久之亂後，完全控制朝廷。[1]

## 歷史

### 建立
1181年初，源賴朝的政敵平清盛去世，賴朝堂親源義仲于1182年7月入洛（進駐京都），後白河法皇倚重賴朝，引起義仲不滿，賴朝派其弟源義經討伐義仲。
1184年，義仲戰死，賴朝入洛，並消滅平氏一族于瀨戶內海。
1185年10月，後白河法皇命令源義經討伐源賴朝，事情被賴朝察覺，經過交戰義經兵敗逃亡至奧州，並于1189年自尽。1192年3月，後白河法皇去世，貴族勢力衰落，親賴朝的九條兼實控制朝廷，7月，後鳥羽天皇正式冊封賴朝為“征夷大將軍”。

### 發展
1199年正月，源賴朝去世，其子賴家即將軍位。由於源賴家缺乏統治御家人的能力，又依靠外戚比企氏，引起有力御家人北條氏的不滿。1203年，北條政子與北條時政共同廢黜了賴家，擁立實朝為將軍，北條氏自稱“執權”。1219年，賴家遺子公曉暗殺實朝，河內源氏嫡流斷絕，北條政子與北條義時擁立與源賴朝有血緣關係的藤原賴經為將軍。
1221年，朝廷集結武士和畿內寺院僧兵，討伐北條氏，史稱承久之亂，但以失敗告終，後鳥羽上皇院政被廢止，後鳥羽、土御門、順德三位上皇被流放。承久之亂後，公家政權開始衰落，武士階層得到了前所未有的發展。北條義時去世後，北條泰時繼任執權。1232年，北條氏制定了一部武士重要的法規《御成敗式目》，作為武士裁判的準則。

### 衰落
文永十一年（1274年），忽必烈派蒙古軍、高麗聯軍3.3萬餘人，由朝鮮半島進攻日本，元日戰爭正式爆發，史稱“文永之役”，不料遭遇暴風雨天氣，蒙古軍死傷慘重，罷兵回國。弘安四年（1281年），忽必烈發動第二次侵日戰爭，史稱“弘安之役”，不料再次遇到暴風雨。蒙古的侵略，使鐮倉幕府背上了沉重的財政包袱，無力給予御家人土地和金錢上的賞賜，幕府與武士之間的關係日漸鬆懈，反抗幕府統治的實力逐漸形成。北條時賴執政時期，專制加強，家臣的“御內人”和被稱為“外樣”的一般御家人矛盾凸顯，北條時宗去世後，御內人代表平賴綱與外樣代表安達泰盛產生衝突，安達泰盛一族被全殲，史稱“霜月騷動”。此後，鐮倉幕府統治基礎御家人制度逐步瓦解，鐮倉幕府統治面臨崩潰。

### 滅亡
1318年，後醍醐天皇即位，決心恢復皇室權威，廢黜院政，開始親征。正中元年（1324年），後醍醐天皇密謀倒幕，但計劃被幕府得知，主要大臣遭到流放，第一次倒幕運動失敗，史稱「正中之變」。1331年，後醍醐天皇再次密謀倒幕，倒幕軍被幕府軍打敗，史稱「元弘之亂」，後醍醐天皇被流放，第二次倒幕運動失敗。
元弘之亂後，近畿、東國為首的各地武士和農民的倒幕運動此起彼伏。1333年，各地豪族都開始倒幕，幕府派足利高氏前去平亂，足利高氏早已不滿北條氏專制政權，途中倒戈，攻下了鐮倉，最後一代執權北條高時自殺，鐮倉幕府滅亡。

## 镰仓时代的政治
幕府最初实行将军独裁统治，三代以后權力转归北条氏之手。承久之乱后，北条氏的合议制执权政治达於全盛。1232年（贞永元年），北条泰时制订法典《御成败式目》──最初仅适用於武家内部，后来适用於全国。镰仓政权（幕府）与京都政权（朝廷）并存，实行二元统治。幕府通过守护、地头掌握全国军、警权；朝廷（院）通过国司掌握全国一般行政权。起初势均力敌。承久之乱后朝廷被置于幕府经常严密监视之下，院政有名无实，二元统治实质走向一元化。
1274年（文永十一年）、1281年（弘安四年）在幕府执权北条时宗的领导下取得两次反元侵略战争的胜利，而战后受货币经济影响，无法恩赏抗元官兵，导致御家人的贫困与御家人制度的解体。北条氏实行一族独裁，加深御家人和非御家人武士的反感。地方武士和农民的联合武装团体到处进行反幕活动。幕府由盛转衰。后醍醐天皇乘机发动正中之变与元弘之变。倒幕号召得到各地武士响应。1333年5月新田义贞攻陷镰仓，幕府灭亡。

### 历代将军
| 代   | 姓名     | 生卒年          | 在位期间        |
| ---- | -------- | --------------- | --------------- |
| 初代 | 源赖朝   | 1147年 - 1199年 | 1192年 - 1199年 |
| 二代 | 源赖家   | 1182年 - 1204年 | 1202年 - 1203年 |
| 三代 | 源实朝   | 1192年 - 1219年 | 1203年 - 1219年 |
| 四代 | 藤原赖经 | 1218年 - 1256年 | 1226年 - 1244年 |
| 五代 | 藤原赖嗣 | 1239年 - 1256年 | 1244年 - 1252年 |
| 六代 | 宗尊亲王 | 1242年 - 1274年 | 1252年 - 1266年 |
| 七代 | 惟康亲王 | 1264年 - 1326年 | 1266年 - 1289年 |
| 八代 | 久明亲王 | 1276年 - 1328年 | 1289年 - 1308年 |
| 九代 | 守邦亲王 | 1301年 - 1333年 | 1308年 - 1333年 |

### 历代执权
參見執權
| 代   | 姓名     | 官職                       | 生卒年        | 在職期間      | 北條氏出身 |
| ---- | -------- | -------------------------- | ------------- | ------------- | ---------- |
| 初   | 北條時政 | 遠江守                     | 1138年-1215年 | 1203年-1205年 | 北條氏     |
| 二   | 北條義時 | 相模守、右京權大夫、陸奧守 | 1163年-1224年 | 1205年-1224年 | 得宗家     |
| 三   | 北條泰時 | 武藏守、左京權大夫         | 1183年-1242年 | 1224年-1242年 | 得宗家     |
| 四   | 北條經時 | 左近將監、武藏守           | 1224年-1246年 | 1242年-1246年 | 得宗家     |
| 五   | 北條時賴 | 左近將監、相模守           | 1227年-1263年 | 1246年-1256年 | 得宗家     |
| 六   | 北條長時 | 武藏守                     | 1229年-1264年 | 1256年-1264年 | 極樂寺流   |
| 七   | 北條政村 | 相模守、左京權大夫         | 1205年-1273年 | 1264年-1268年 | 政村流     |
| 八   | 北條時宗 | 相模守                     | 1251年-1284年 | 1268年-1284年 | 得宗家     |
| 九   | 北條貞時 | 左馬權頭、相模守           | 1271年-1311年 | 1284年-1301年 | 得宗家     |
| 十   | 北條師時 | 右馬權頭、相模守           | 1275年-1311年 | 1301年-1311年 | 宗政流     |
| 十一 | 北條宗宣 | 陸奧守                     | 1259年-1312年 | 1311年-1312年 | 大佛流     |
| 十二 | 北條熙時 | 相模守                     | 1279年-1315年 | 1312年-1315年 | 政村流     |
| 十三 | 北條基時 | 相模守                     | 1286年-1333年 | 1315年-1316年 | 極樂寺流   |
| 十四 | 北條高時 | 左馬權頭、相模守           | 1303年-1333年 | 1316年-1326年 | 得宗家     |
| 十五 | 北條貞顯 | 武藏守                     | 1278年-1333年 | 1326年-1326年 | 金澤流     |
| 十六 | 北條守時 | 相模守                     | 1295年-1333年 | 1327年-1333年 | 赤橋流     |

## 事件
- 承久之乱
- 霜月骚动
- 宝治合战

## 年表
- 1183年　壽永二年十月宣旨
- 1185年　源賴朝設置守護、地頭
- 1189年　奧州合戰（奧州藤原氏被滅）、源義經在平泉自殺
- 1191年　榮西從宋返日，開啟臨濟宗一派
- 1192年　源賴朝被任命為征夷大將軍，鎌倉幕府正式開始
- 1199年　源賴朝歿，二代將軍源賴家繼任。
- 1200年　十三人合議制開始，梶原景時之變
- 1201年　建仁之亂
- 1203年　比企能員之變，源實朝就任將軍，
- 1204年　源賴家被北條氏暗殺
- 1205年　畠山重忠之亂、牧氏事件
- 1213年　和田合戰
- 1219年　源實朝被賴家之子公曉在鶴岡八幡宮暗殺
- 1221年　後鳥羽天皇對幕府發動承久之亂，戰後幕府設六波羅探題監視西國武士和朝廷，對天皇繼承者有決定權。
- 1223年　大田文(鐮倉時代的土地權狀)
- 1225年　設立連署
- 1225年　設立評定眾
- 1226年　幕府從宮臨九條賴經就任將軍
- 1232年　北條泰時制定御成敗式目
- 1246年　宮騒動
- 1247年　寶治合戰
- 1249年　設立引付眾
- 1252年　九條賴經被送回京都，幕府迎宗尊親王就任將軍
- 1253年　日蓮開啟法華宗一派
- 1268年　安東氏之亂
- 1272年　二月騷動。因為蒙古襲來，在京與鐮倉之間發生的關於北條氏的紛爭
- 1274年　文永之役
- 1275年　一遍開啟時宗一派
- 1281年　弘安之役
- 1285年　霜月騷動
- 1293年　鎌倉大地震，平禪門之亂
- 1297年　永仁德政令
- 1301年　兩統迭立開始
- 1305年　嘉元之亂
- 1317年　文保和談
- 1324年　正中之變
- 1326年　嘉曆騷動
- 1331年　元弘之變
- 1333年　各地武士和農民的倒幕運動揭起，原討伐朝廷的御家人足利尊氏倒戈支持朝廷方，北條高時自殺，鎌倉幕府正式滅亡

## 鎌倉時期的天皇
- 第82代 後鳥羽天皇 (1180年8月6日－1239年3月28日)
- 第83代 土御門天皇 (1196年1月3日－1231年11月6日)
- 第84代 順德天皇 (1197年10月22日－1242年10月7日)
- 第85代 仲恭天皇 (1218年10月30日－1234年6月18日)
- 第86代 後堀河天皇 (1212年3月22日－1234年8月31日)
- 第87代 四條天皇 (1231年3月17日－1242年2月10日)
- 第88代 後嵯峨天皇 (1220年4月1日－1272年3月17日)
- 第89代 後深草天皇 (1243年6月28日－1304年8月17日)
- 第90代 龜山天皇 (1249年7月9日－1305年10月4日)
- 第91代 後宇多天皇 (1267年12月17日－1324年7月16日)
- 第92代 伏見天皇 (1265年5月10日－1317年10月8日)
- 第93代 後伏見天皇 (1288年4月5日- 1336年5月17日)
- 第94代 後二條天皇 (1285年3月9日- 1308年9月10日)
- 第95代 花園天皇 (1297年8月14日－1348年12月2日)
- 第96代 後醍醐天皇 (1288年11月26日－1339年9月19日)

## 对外关系
在北條時宗在位的時候，元世祖忽必烈曾兩次侵日未果。

## 人物
- 源赖朝
- 源義經
- 源賴家
- 源實朝
- 北條政子
- 北條時政
- 北條義時
- 北條泰時
- 北條時氏
- 北條經時
- 北條時賴
- 北條時宗
- 北條貞時
- 北條高時